# Вади-Хадрамаут
Ва́ди-Хадрама́ут (араб. وادي حضرموت‎; в низовье Вади-Масила) — крупнейший сезонный (появляется во время дождей) водоток в Йемене и на Аравийском полуострове.
Та часть вади, которая проходит по территории современной мухафазы Хадрамаут, носит название Вади-Хадрамаут. А продолжение Вади-Хадрамаут, включая устье, проходит по мудерийи Эль-Масила и носит название Вади-Масила.

## Происхождение названия
Есть версия, что название Хадрамаут происходит от греческого слова hydreumata, что означало место создания водного источника (водной станции), то есть укрепленный пункт с источником воды по сравнению с высохшими руслами вади. В древние времена проходящие по Пути благовоний караваны отдыхали и создавались в регионе Хадрамаут, территория которого когда-то включала и территорию современной мухафазы Дофар в Омане.
Вся эта область исторически долго была отдельным царством Хадрамаут.

## География

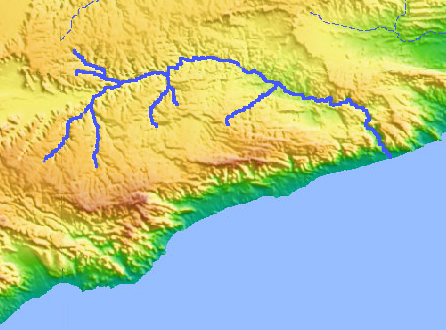
Карта Вади-Хадрамаута с притоками.

Вади-Хадрамаут расположен в восточной части Йемена, в мухафазе Хадрамаут, и занимает площадь около 90 000 км².
Начинается от слияния Вади-Амд и Вади-Даван.
Вади-Хадрамаут простирается от Аденского залива на западе до Омана, мухафаза Дофар, на востоке и вдоль побережья Аравийского моря на юге. На севере граничит с пустыней Руб-эль-Хали. Речь идет о 240 км самого большого естественного водотока Аравии.
Рельеф речной долины в основном представляет собой сухое русло реки (вади), которое состоит из двух частей: безводной узкой прибрежной равнины вдоль Аравийского моря и плато в вертикальном разрезе средней высотой 1370 метров (высокий рельеф восточного плато составляет от 1200 до 1800 м, и потоки води стекабт на 900 м), на котором распространяются сети вади включая притоки. Вади заполняется водой сезонно — в период дождей. Южная граница Вади-Хадрамаут — Аравийское море. Во всей зоне Вади-Хадрамаут всего выпадает 100 мм среднегодовых осадков в год. В верхних частях вади выпадает до 520—760 мм осадков в год, но большая часть воды вскоре исчезает из-за сухой и пористой почвы.

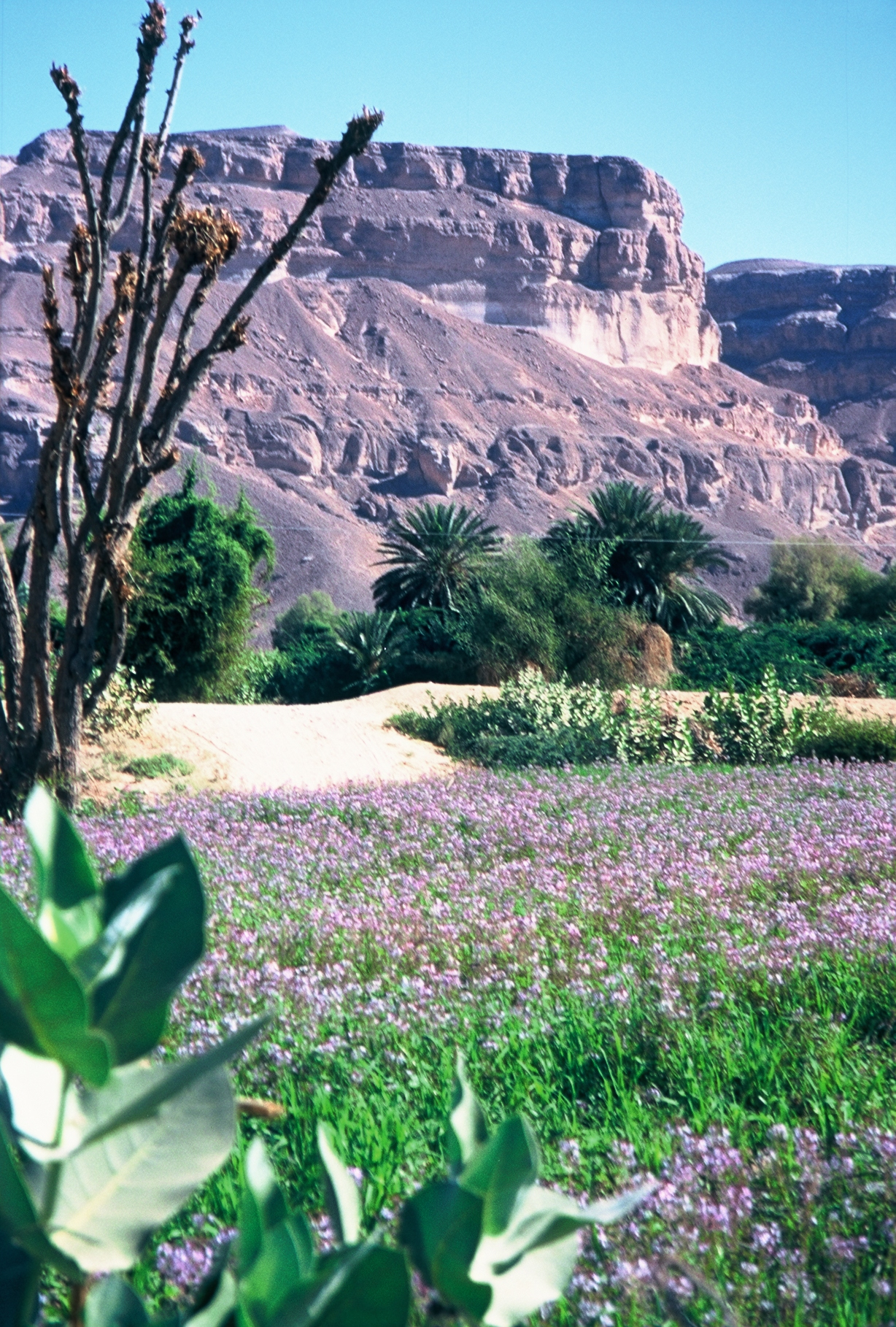
Долина Вади-Хадрамаут в районе Сайуна

Вади-Хадрамаут получает общий водоток два раза в год, — во время сезонных муссонных дождей в конце лета и зимы. Но русло очень быстро высыхает, особенно в нижней части побережья вдоль Аравийского моря. В верхней части Вади водоток постепенно переходит в серию озёр соединённых тонкими струйками, но в сухие месяцы это не происходит. Но под землей вдоль русла Вади-Хадрамаут действительно есть вода, которой удаётся управлять с помощью скважин на протяжении тысяч лет. Таким образом вдоль Вади-Хадрамаут растут финиковые пальмы вида Финик пальчатый, выращивают пшеницу, овощи, табак и кофе. Народ этой долины называются Hadhrami.
Вади-Хадрамаут имеет многочисленные притоки: Вади-Даван, Вади-Амд, Вади-эль-Айн, Вади-Бин-Али и Вади-Доэйбар.
Восточная часть речной сети Вади-Хадрамаут более сухая и менее плодородная.

## Флора и фауна
Местность вдоль русла Вади-Хадрамаут покрыта зелёной растительностью, деревьями и рощами.
В Вади-Хадрамаут живут пять из девяти видов пресноводных, коренных рыб Аравийского полуострова, из которых три вида являются эндемиками (из шести эндемичных видов рыб на Аравийском полуострове).

## Города и население

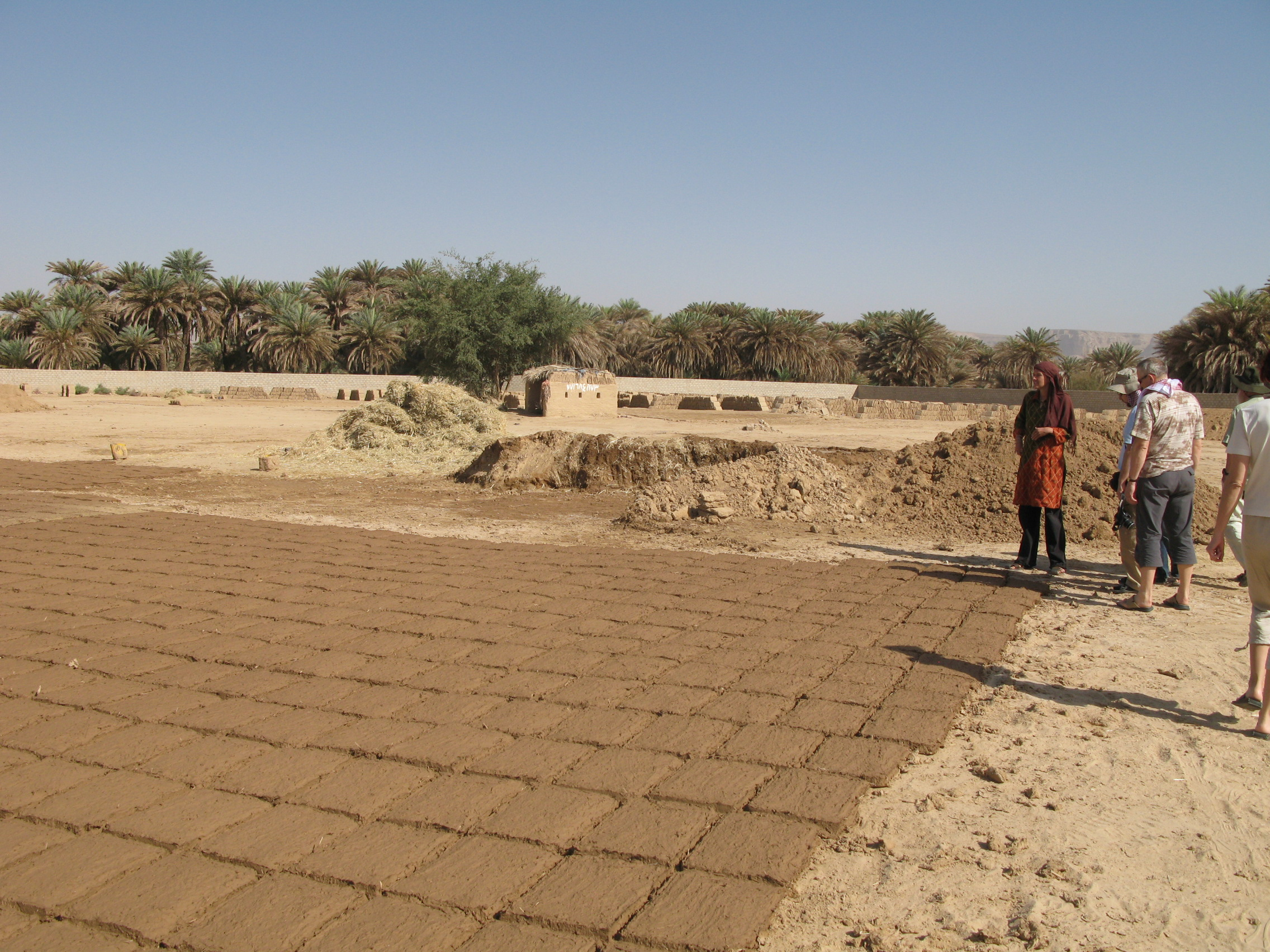
Изготовление сырцового кирпича в Вади-Хадрамаут.

Вади-Даван является одним из крупнейших притоков Вади-Хадрамаут. Это самая длинная долина с самым большим населением, которая славится своим производством мёда. Города в долине Вади-Даван построены, как и города в долине Вади-Хадрамаут, из сырцового кирпича.
Сайун является самым крупным городом долины Вади-Хадрамаут (75 700 жителей), который был известен своим обширным рынком. Раньше это был важный пункт на античном торговом пути, который шёл с востока через Вади-Масила и от йеменского побережья. А в 35 километрах на северо-восток от Сайуна находится город Тарим. Он расположился в окружении пальм; на расстоянии около 176 километров от побережья.
Ещё один город долины Вади-Хадрамаута носит прозвище Манхэттен пустыни — это город Шибам.
Вдоль сухого русла Вади-Хадрамаута и его притоков раскинулись многочисленные города и сёла с населением около 200 000 человек. Население занимается сельским хозяйством благодаря созданной сложной системе орошения.

### Проекты по развитию региона
Всемирный банк и правительство Йемена работают над проектом по расширению и обеспечению устойчивого развития земельных и водных ресурсов региона Вади-Хадрамаут. В частности, речь идёт о строительстве 59 трубопроводов для орошения 3025 га земли, для создания регулярного потока воды в тяжёлые времена редких муссоных дождей, с целью увеличения пропускной способности подземных источников и их использования для орошения. Также речь идёт об укреплении кооперативов и упрощении процедур для посадки овощей и фруктов. Проект включает в себя подготовку кадров для этих задач.